# بنو لحيان
بنو لحيان وهي قبيلة عربية خندفية مضرية عدنانية من قبائل الحجاز التاريخية ومن بطون قبيلة هذيل وأحد جذميها الكبيران الى جانب بنو سعد بن هذيل. ومنها في الجاهلية الفارس الفتاك عمرو ذو الكلب. وفي الإسلام منهم الصحابي الجليل أسامة بن عمير والفاتح سنان بن سلمة.

## نسبهم
يعود نسب بني لحيان الى القبيلة الأم هذيل من خندف المضرية العدنانية وهم:
- بنو لحيان بن هذيل بن مدركة بن إلياس بن مضر بن نزار بن معد بن عدنان.[1][2][3][4]

كانوا ولا زالوا سكان ضواحي مكة وكانت لهم قوة ومنعة وشوكة في الجاهلية والإسلام. قال الجمحي.
| بنو لحيان | كان من شأن بني لحيان من هذيل أنها كانت شوكة من هذيل ومنعة وبغيا، وكانوا أهل الهزوم وزحمة وألبان وعرق | بنو لحيان |

قال عمر رضا كحالة.
| بنو لحيان | بنو لحيان بن هذيل بن مدركة بن إلياس بن مضر بن نزار بن معد بن عدنان. من بلادهم رخمة، الهزوم وألبان وقد قامت لهم دولة في شمالي الحجاز قبل الإسلام | بنو لحيان |

## فروعهم
تنقسم قبيلة لحيان الى فرعين رئيسيين وهما :

### قبائل محرز
| - العمر (العامري) - التخمة - منهم - ذوي عيد - ذوي عبد الله - ذوي دخيل - ذوي حسن - الرياشا - القنعان - الضبان - منهم - ذوي محمد - السودة - السوالمة - النابيت ( الطراميخ ) | - الحصينات - منهم - الجبارين - الخباتين - ذوي عطية - المذاهنة - الحواضرة - الموسة - منهم - الغرفة - القرابية - الملاهمة - الجهايمة - الخفان - المقايتة - الصليعات |

### قبائل مرير
| - المجانين - منهم - ذوي علي - ذوي غريب - الحرابشة - ذوي جبريل - ذوي سالم - ذوي بركات - ذوي مسفر منهم: - ذوي زاهر - الدراوشة - العرافجة - الفلايجة - ذوي جويبر - ذوي جبران الخرابية و الخلادية - ذوي محسن منهم: - الصنانيت - ذوي هديان - المواتعة - ذوي محمد - ذوي حمود - الشراقية | - حزيمة - منهم - البطحة - ذوي عودة - النجمة - المسايبة |

## حادثة الرجيع
بعث رسول الله ، صلى الله عليه وسلم ، عشرة عيناً ، وأمر عليهم عاصم بن ثابت جد عاصم ابن عمر بن الخطاب لأمه ، حتى كانوا بالرجيع ويقال بالهدأة - الرجيع من الهدة ( هدى الشام ) - وهما متجاوران بين المدينة ومكة . وعلمت بهم لحيان فقرت إليهم في قريب من مائة ، فاقتصوا آثارهم فأدركوهم، وأحاطوا بهم ، فقالوا : لكم العهد والميثاق ، إن نزلتم إلينا ألا نقتل منكم رجلا . فقال عاصم : أما أنا فلا أنزل في ذمة كافر ، اللهم أخبر عنا نبيك ،
فقاتلوهم حتى قتلوا عاصماً في سبعة نفر بالنبل ، وبقي حبيب وزيد ورجل آخر فأعطوهم العهد والميثاق ، فنزلوا إليهم فسلموا إلى قريش حيث قتلوا . فسار إليهم رسول الله ، صلى الله عليه وسلم ، حتى نزل على غران ، وهي منازل لحيان ـ آنذاك ـ فوجدهم قد حذروا ، وتمنعوا في رؤوس الجبال ، فخرج في مائتي راكب من أصحابه حتى نزل عسفان ، مكايدة لقريش . وكان بنو لحيان سدنة سواع برهاط من غران ويشاركهم.